# Montes Universales
Montes Universales es el nombre de un sistema montañoso situado en el límite sureste del sistema Ibérico ocupando gran parte de la comarca aragonesa Sierra de Albarracín (Teruel) y la zona sureste del Alto Tajo, entre Guadalajara y Cuenca. Sus cumbres se sitúan a una altitud de entre 1600 y 1935 m s. n. m. (metros sobre el nivel del mar). Administrativamente, los Montes Universales pertenecen a la citada comarca aragonesa de la Sierra de Albarracín, por lo que suelen confundirse geográficamente con esta. Sus picos más importantes son el Caimodorro (1936 m s. n. m.), situado en el término municipal de Orihuela del Tremedal, el cual es el más alto de la Sierra de Albarracín y de este sistema montañoso, Sierra Alta en Noguera de Albarracín (1854 m s. n. m.), y la Muela de San Juan (1830 m s. n. m.). Anexa a esta muela se halla la aldea de Griegos, la segunda más alta de España (1601 m s. n. m.). La primera es Valdelinares, también en Teruel.

## Toponimia
El origen del nombre ha sido muy discutido (desde un berre txa lez, pasadizo de rocas rotas y simas en vasco a otras teorías igual de peregrinas). Sin embargo, en la Edad Media, cuando se creó la Comunidad de Albarracín, aparecen escritos con la expresión montes universales (todavía sin mayúsculas) significando simplemente "montes que son de todos", de todos los habitantes de la sierra.

## Espacio físico

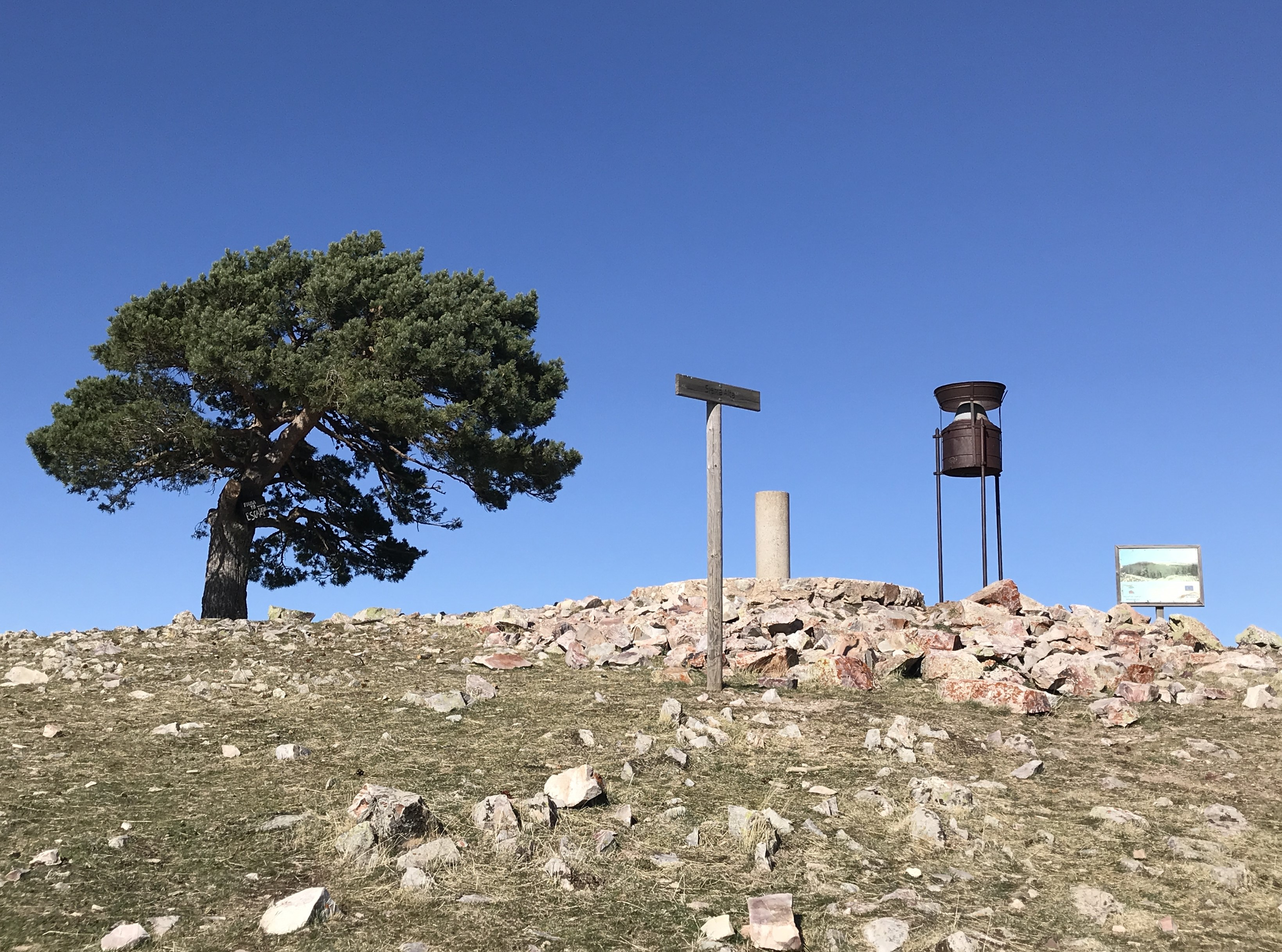
Vértice Geodésico en el pico de Sierra Alta (1854 m.s.n.m.) en Noguera de Albarracín

El conjunto de montes se disponen en dirección noroeste a sureste en el interior del arco interno ibérico. Limitan al noreste con el macizo paleozoico de Caimodorro y el de Loma Alta de Villar del Cobo, al suroeste con la serranía de Cuenca y al este con el valle del Guadalaviar.

## Hidrografía
El nivel de esta sierra, como se ha dicho alineado en dirección noroeste-sureste, no es tan alto como el de las vecinas. Es, sin embargo, muy significativo desde el punto de vista hidrográfico, ya que importantes ríos de la península ibérica tienen su nacimiento en estas montañas, cuya posición divide dos vertientes: la occidental, que agrupa las cuencas hidrográficas del alto Tajo con el río Gallo, y la oriental, que reúne las levantinas que conforman el Turia (llamado Guadalaviar a su paso por la provincia de Teruel), el Cabriel o el Júcar.

## Geología

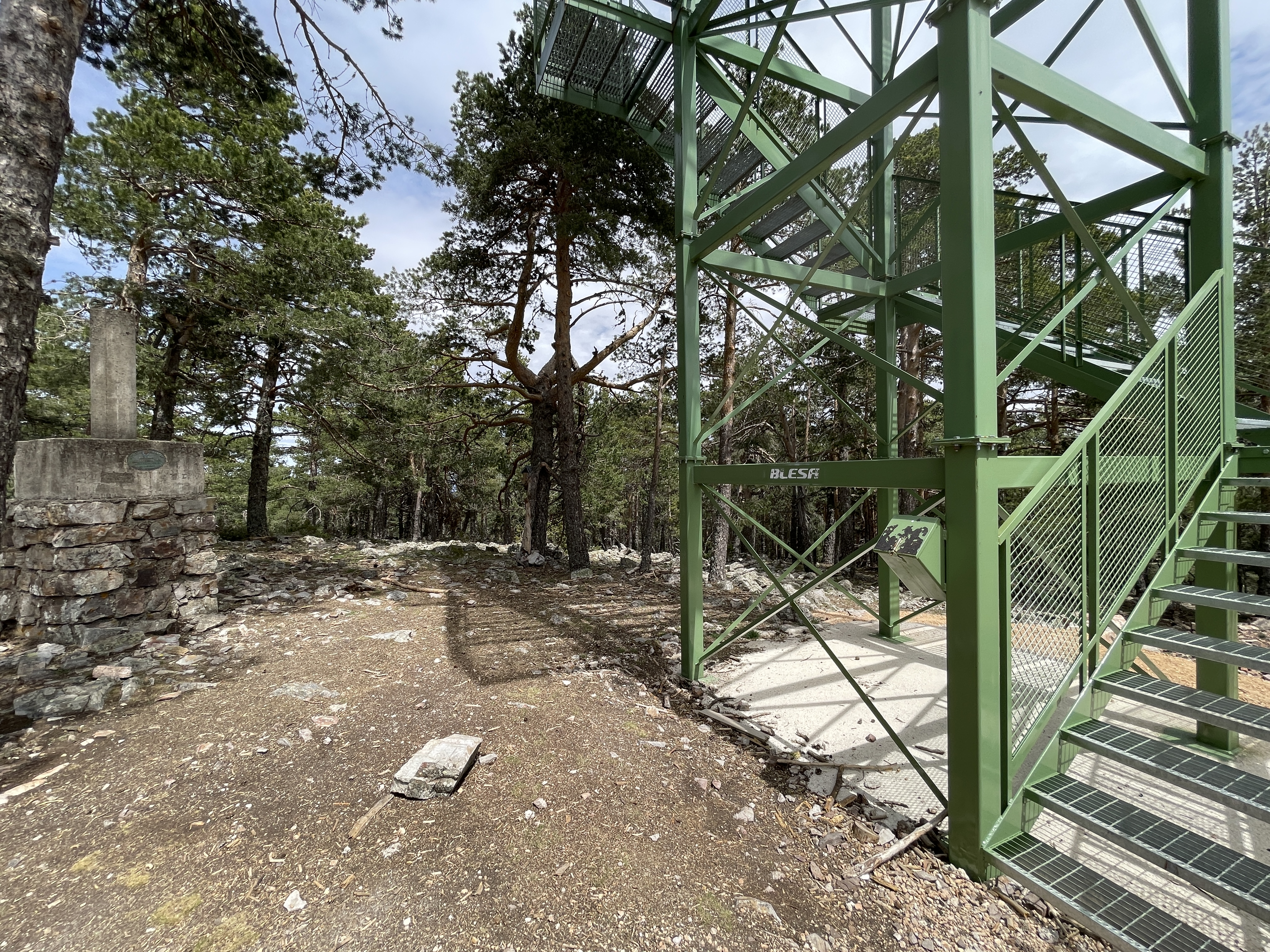
Vértice Geodésico y Mirador del Pico Caimodorro. Pico más alto de los Montes Universales. 1.936 m.s.n.m.

La cadena montañosa está formada de estratos del mesozoico en el sur que rodea al centro paleozoico de Albarracín. En ellos se observa la existencia de altiplanos calizos del jurásico con abundante karstificación en Loma Alta y Griegos, con proliferación de campos de dolinas y lapiaz. Al sur de este núcleo paleozoico se alinea una serie de sinclinales tabulares de origen cretácico que resaltan en cornisas karstificadas calcáreas (Muela de San Juan, de Frías, de Saldón, de Valdecuenca y de Javalón) y descienden en suaves valles en cuna, de formación periglaciar. El núcleo kárstico integra dolinas de hundimiento diseminadas, que contienen los cursos fluviales cuya cabecera se sitúa en estos montes.

## Flora y fauna

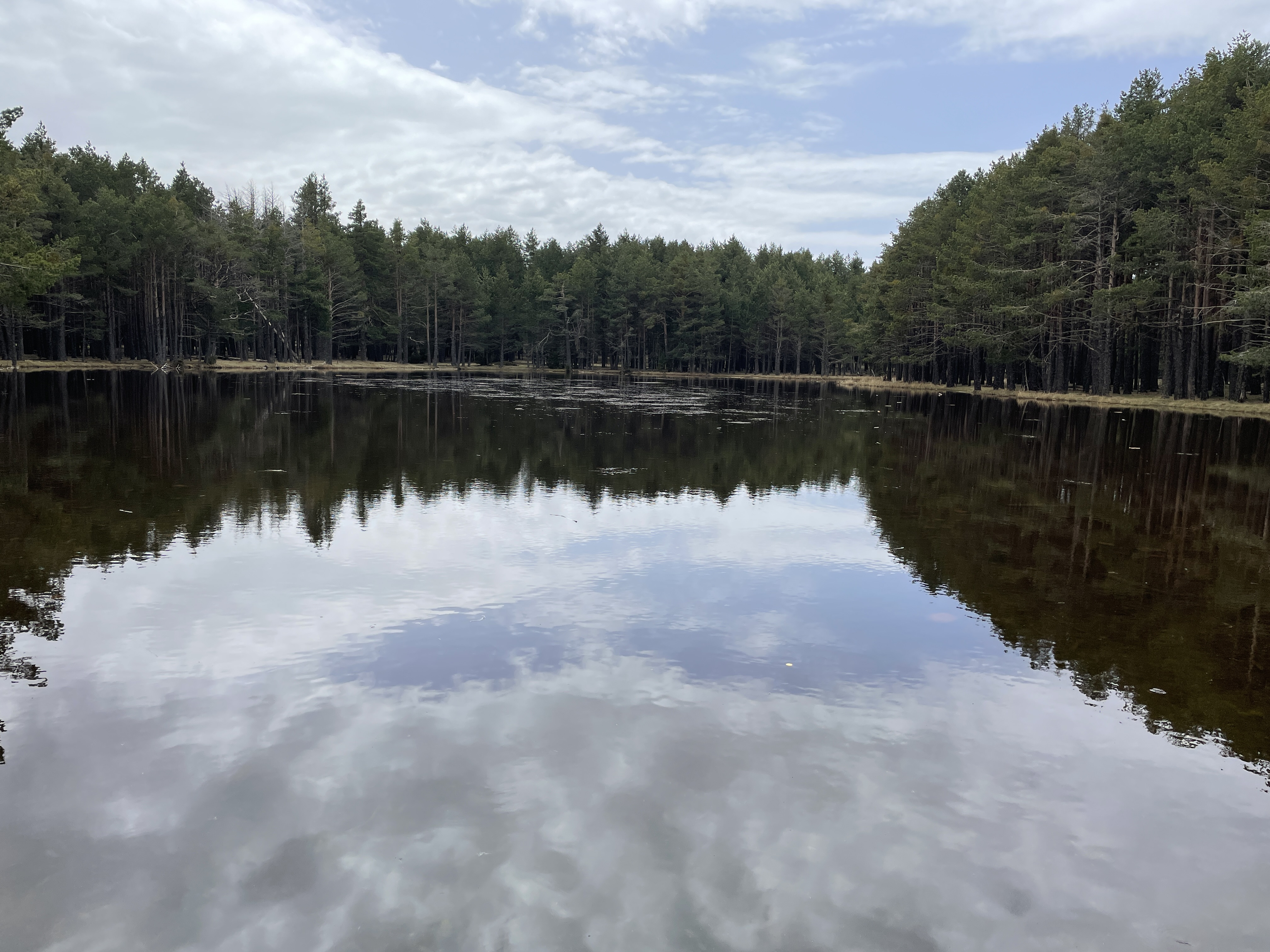
Laguna de Cerritón o Laguna del Puerto. Noguera de Albarracín

Estos montes están cubiertos de agrupaciones, en su mayor parte no muy densas, de bosques de pino albar, robles y sabinares ibéricos. Abunda también el enebro y los chaparrales. Muestras de radiocarbono de Ojos del Tremedal (Teruel) indican que los abedules, ahora casi ausentes de estas montañas, eran muy comunes en los Montes Universales durante la Edad de hielo hace unos 9600 años. Se han detectado signos de interferencia humana con la vegetación a partir de unos 3500 años antes del presente.
El tirabuzón de Zapater (Erebia zapateri, familia Nymphalidae, subfamilia Satyrinae) es una mariposa endémica de estas montañas que se encuentra únicamente a más de 1300 m s. n. m. (metros sobre el nivel del mar) en bosques abiertos. Vuela en las montañas en los meses de verano. Sus orugas se alimentan de gramíneas.
En toda la extensión de los Montes Universales, y de toda la Sierra de Albarracín, las mariposas (lepidópteras) son frecuentes, pero lo son especialmente en el entorno de la Laguna del Cerritón, también llamada Laguna del Puerto en Noguera de Albarracín.

## Galería
| |
| Villar del Cobo, situada al pie de los Montes Universales, durante una tormenta de nieve en invierno |

| |
| Nacimiento del río Guadalaviar (llamado río Turia tras su unión con el río Alfambra en la ciudad de Teruel), en el término municipal de Guadalaviar (Teruel) |

|                                                |
| Nacimiento del río Tajo en Frías de Albarracín |

|                                                                                       |
| Nacimiento del río Gallo, en la Sierra de Albarracín, Orihuela del Tremedal (Teruel). |